# Semana Santa en la Región de Murcia
La celebración de la Semana Santa congrega algunas de las principales manifestaciones culturales, artísticas y religiosas de la Región de Murcia.
Además hay procesiones destacadas en casi todos los municipios de la Región. Algunos lugares, como Alcantarilla, Alhama de Murcia, Calasparra, San Pedro del Pinatar o La Unión tienen el reconocimiento del Interés Turístico Regional: el canto de numerosas

## Procesiones
- Las procesiones de Cartagena, los desfiles bíblico-pasionales de Lorca, la Semana Santa de Murcia y la celebración de la Semana Santa en Jumilla y  Cieza  están declarados de Interés Turístico Internacional.
  - Semana Santa de Cartagena. Entre el Viernes de Dolores y el Domingo de Resurrección, Marrajos, Californios, del Resucitado y del Socorro, organizan diversas procesiones que tienen como característica principal el orden marcial de los penitentes, los espectaculares arreglos florales de los tronos, el uso profuso de la luz y las marchas procesionales propias. En Cartagena sale anualmente la primera procesión de toda España, la del Cristo del Socorro, en la madrugada de la festividad de Viernes de Dolores, día de la patrona de la ciudad. Atesora un importante patrimonio escultórico de imagineros como José Capuz, Juan González Moreno, Mariano Benlliure, Francisco Salzillo, Federico Coullaut-Valera y otros muchos escultores españoles, innumerables bordados de gran calidad y piezas de orfebrería. Entre sus particularidades destacan el canto de la Salve cartagenera a la recogida de cada Virgen y la noche del Encuentro, los tercios de granaderos y soldados romanos y los piquetes militares al cierre de las principales procesiones.
  - Desfiles Bíblico-Pasionales de Lorca. Lorca vive la Semana Santa con una pasión espectacular. Al margen de la devoción por sus imágenes religiosas, los desfiles bíblicos de Viernes de Dolores, Domingo de Ramos, Jueves y Viernes Santo (sobre todo este último día) son sumamente llamativos, con la presencia de caballos y carrozas y con bordados de excepcional calidad. Al margen de otros pasos, la dualidad de la Semana Santa lorquina se articula entre el Paso Blanco y el Paso Azul.
  - Semana Santa en Murcia. Sus cofradías atesoran un patrimonio escultórico de primer orden, encabezado por las tallas del inmortal Salzillo, además de otras de Nicolás de Bussy, Nicolás Salzillo, Roque López, o incluso obras del siglo XVI de Diego de Ayala o Domingo Beltrán (destacando también autores más recientes como González Moreno, José Sánchez Lozano o José Planes). En las procesiones de estilo tradicional de la capital, además de ser costumbre que los nazarenos entreguen al público habas, huevos duros, caramelos, monas y otros recuerdos, destaca la conservación de aspectos folclóricos y etnográficos de hace siglos como la indumentaria de penitentes, mayordomos o estantes, toques musicales propios (como la burla) o la especial forma en que son llevados los tronos. Aspectos todos ellos que contrastan con las procesiones de estilo de silencio que también dispone la ciudad.
  - Semana Santa de Jumilla. Cuenta con más de 600 años de historia y está declarada de Interés Turístico desde febrero de 1980, de Interés Turístico Nacional desde diciembre de 2003 y de Interés Turístico Internacional desde mayo de 2019, fue reconocida con la Medalla de Oro de la Región de Murcia en el año 2000. Es la celebración u acontecimiento más importante de cuantos se llevan a cabo en la ciudad a lo largo del año, y es así mismo, la fiesta más importante de la localidad por su historia, tradición, arraigo popular, devoción y patrimonio cultural y artístico. Con procesiones entre el Viernes de Dolores y el Domingo de Resurrección. Participan más de tres mil nazarenos.
  - Semana Santa en Cieza. En la Semana Santa de Cieza, con sus más de 600 años de historia, salen a la calle obras de insignes imagineros tales como: González Moreno, José Planes, José Capuz, Ignacio Pinazo Martínez, Palma Burgos, Sánchez Araciel, Luis Álvarez Duarte, José Hernández Navarro e incluso las del escultor ciezano Manuel Juan Carrillo Marco, entre otros.

- Una más están declaradas de Interés Turístico Nacional, la de Mula.

- - Semana Santa en Mula. Desfiles desde el Viernes de Dolores al Domingo de Resurrección, con imágenes de gran valor artístico firmadas por Sánchez Lozano, González Moreno y Hernández Navarro, destacan la recogida de la procesión de Miércoles Santo por las gradas de la Ermita del Carmen, el encuentro del Yacente a la recogida de la procesión de Viernes Santo o la alegría del Encuentro el Domingo de Resurrección. Así mismo, la Tamborrada donde miles de tamborristas golpean el tambor desde la medianoche de Martes Santo, tradición que funde sus raíces con las de los pueblos del Bajo Aragón y que continúa el Viernes y Domingo de Resurrección.

- Además hay procesiones destacadas en casi todos los municipios de la Región. Algunos lugares, como Alcantarilla, Alhama de Murcia, Calasparra o San Pedro del Pinatar tienen el reconocimiento del Interés Turístico Regional.

- Semana Santa de Las Torres de Cotillas.Con orígenes en cofradías primitivas y procesiones desde 1612 y con procesiones de cofradías escultóricas o de imaginería desde fines del XIX e inicios del siglo XX cuenta con 7 procesiones sin contar la tamborrada del Lunes Santo: Viernes de Dolores, Domingo de Ramos (datada en 1901 en orígenes), Martes Santo (procesión del prendimiento de Jesús Cautivo y el Encuentro con la Esperanza Macarena), Miércoles Santo (procesión del silencio), Viernes de Calvario (por la mañana en la que participan las 8 cofradías), Viernes por la noche (Santo Entierro con las 8 cofradías) y Domingo de Resurrección (participan las 8 cofradías y afamado encuentro ( en el que participan El Cristo Resucitado, la Virgen del Amor Hermoso y San Juan). Destacar además la belleza de sus imágenes realizadas por escultores como Juan González Moreno, Mengual, Hernández Navarro, Liza Alarcón, Mariano Spiteri, Gregorio Molera, entre otros.

- Otras localidades y pedanías de Murcia:
  - Semana Santa de Algezares, con la procesión de Jueves Santo de la cofradía de Ntro. Padre Jesús con 8 tronos. Y la procesión de la Hermandad del Cristo de la Salud el Viernes Santo con 2 tronos, una procesión de silencio de inspiración castellana donde los penitentes desfilan con atuendo de franciscano y a su paso los vecinos encienden hogueras.
  - Semana Santa en Sangonera la Verde, Viernes de Dolores, Jueves Santo y Viernes Santo con 3 cofradías, además es una de las primeras localidades de la Región en contar con una cofradía formada por mujeres.
  - Semana Santa en Beniaján.
  - Semana Santa en Santomera
  - Semana Santa en La Unión, marcada por la influencia de Semana Santa de Cartagena, puesto que una de sus principales particularidades es el orden de sus penitentes. También está fuertemente marcada por la tradición de la vida minera, traducida en el canto de numerosas saetas en su transcurso, y por las imágenes en sus pasos del destacado escultor local Asensio Sáez

## Tamborradas
Algunos municipios celebran importantes tamborradas en Semana Santa. Es el caso de:
- Moratalla: Jueves Santo, Viernes Santo y Domingo de Resurrección, a partir del mediodía y hasta las 12 de la noche.
- Mula: Declarada de Interés Turístico Internacional. El Martes Santo a las 12 de la noche en la Torre de San Miguel, hasta las 16 horas del Miércoles Santo. También se permite el toque tanto el día de Viernes Santo como el Domingo de Resurrección.
- Jumilla: Sábado de Pasión, a las 7 y media de la tarde y Sábado Santo a las 12 de la noche.
- Beniaján: Noche de Martes Santo.
- Las Torres de Cotillas: Lunes Santo a las 23:00 de la noche organizada por la cofradía de San Juan Evangelista en la que participan todas las cofradías del municipio.